# Negoiești, Prahova
Negoiești (în trecut, și Braniștea) este un sat în comuna Brazi din județul Prahova, Muntenia, România.
Așezarea este atestată documentar în 1454.
La sfârșitul secolului al XIX-lea, satul Negoiești era reședința unei comune din plasa Târgșorul a județului Prahova, comună formată din cătunele Negoești, Zahanaua, Piatra și Stejaru, având în total 940 de locuitori (dintre care 524 în satul de reședință), care se ocupau cu agricultura și cultura zarzavaturilor, și 225 de case. Comuna avea o școală cu 65 de elevi (dintre care 22 de fete) datând din 1890, precum și trei biserici — una la Negoiești, fondată în 1834, una la Stejaru, fondată în 1888 și una în Zahanaua, datând din 1811. În 1925, comuna Negoești este atestată cu reședința în satul Popești. Comuna a fost desființată în 1968, când a fost împărțită între comunele vecine Brazi (satele Negoești, Popești și Stejaru), Târgșoru Vechi (satul Zahanaua) și Mănești (satul Piatra).